# Liste der Naturdenkmale in Riesbürg
| Naturdenkmale | Anzahl |
| ------------- | ------ |
| FND           | 4      |
| END           | 2      |
| Gesamt        | 6      |

Die Liste der Naturdenkmale in Riesbürg nennt die verordneten Naturdenkmale (ND) der im baden-württembergischen Ostalbkreis liegenden Gemeinde Riesbürg. In Riesbürg gibt es insgesamt sechs als Naturdenkmal geschützte Objekte, davon vier flächenhafte Naturdenkmale (FND) und zwei Einzelgebilde-Naturdenkmale (END).
Stand: 1. November 2016.

## Flächenhafte Naturdenkmale (FND)
| Name                               | Bild | Kennung     | Einzelheiten | Position | Fläche Hektar | Datum |
| ---------------------------------- | ---- | ----------- | ------------ | -------- | ------------- | ----- |
| Feuchtgebiet Saugel                | BW   | 81360870004 | Riesbürg     | ⊙        | 1,1           |       |
| Feuchtgebiet Westerwiesen          | BW   | 81360870005 | Riesbürg     | ⊙        | 0,6           |       |
| Heideflächen südwestl.Utzmemmingen | BW   | 81360870006 | Riesbürg     | ⊙        | 2,0           |       |
| Suevit-Steinbruch Altenbürg        | BW   | 81360870002 | Riesbürg     | ⊙        | 1,1           |       |
| Legende für Naturdenkmal           |      |             |              |          |               |       |

## Einzelgebilde (END)
| Name                           | Bild | Kennung     | Einzelheiten | Position | Fläche Hektar | Datum |
| ------------------------------ | ---- | ----------- | ------------ | -------- | ------------- | ----- |
| 1 Esche bei den Brunnenwiesen  | BW   | 81360870003 | Riesbürg     | ⊙        | 0,0           |       |
| 2 Winterlinden bei der Kapelle | BW   | 81360870001 | Riesbürg     | ⊙        | 0,0           |       |
| Legende für Naturdenkmal       |      |             |              |          |               |       |